# Marc Michel (historien)
Pour les articles homonymes, voir Marc Michel et Michel.
Marc Michel est un historien français, né en 1935, spécialiste de l'histoire contemporaine de l'Afrique, de l'histoire coloniale et de la décolonisation.

## Biographie

### Jeunesse et formation
Marc Michel est né le 14 mai 1935 dans le 13e arrondissement de Paris. Il passe sa petite enfance en Afrique puis effectue ses études secondaires et supérieures à Paris. Il est ancien élève de l'École normale supérieure de Saint-Cloud et agrégé d'histoire.
Il soutient en 1968, à l'École pratique des hautes études VIe section, une thèse de 3e cycle intitulée La Mission Marchand 1895-1899, sous la direction d'Henri Brunschwig. Elle est publiée en 1972 aux éditions Mouton.
En 1979, soutient ensuite une thèse d'État sur la contribution de l’Afrique-occidentale française à la Première Guerre mondiale, sous la direction du professeur Jean-Baptiste Duroselle. Elle est publiée, dans une version simplifiée, en 1982 par les Publications de la Sorbonne, puis en 2003 et 2014 par les éditions Khartala.
Dans cet ouvrage, Les Africains et la Grande Guerre : l'appel à l'Afrique (1914-1918) [2003], il évoque les 200 000 « tirailleurs sénégalais » d'AOF dont plus de 135 000 viennent combattre en Europe, où 30 000 meurent.

### Carrière
Il enseigne plusieurs années, comme maître de conférences, à Brazzaville (Congo) et à Yaoundé (Cameroun), au moment où sont mises en place les universités d’Afrique centrale et du Cameroun.
Revenu en France en 1969, il occupe les fonctions de maître de conférences à l'université Paris 1 Panthéon-Sorbonne, puis de professeur à l'université de Clermont-Ferrand II, et à l'université de Provence, dont il devient professeur émérite à sa retraite. Il est membre du Centre d'études des mondes africains (CEMAf).

### Activités
Marc Michel a effectué de nombreuses missions d’enseignement et d’enquête de terrain en Afrique au Sénégal, au Burkina, au Mali, au Cameroun, en RCA, au Burundi.
Il a dirigé l’Institut d’Histoire comparée des Civilisations (IHCC) à Aix en Provence (aujourd’hui section aixoise de l’Institut des Mondes africains, IMaf). Il a été président de la Société française d’Histoire d’Outre-mer de 1995 à 2003, également membre de la section des Lettres et Sciences humaines du CNL. II a été membre du Jury de l’Agrégation d’Histoire de 1993 à 1996.
Marc Michel fait partie du comité scientifique de l'Historial de la Grande Guerre à Péronne. Il a été le rédacteur en chef de la revue Outre-mers.

## Publications

### Ouvrages
- La mission Marchand, 1895-1899, Paris, Mouton, 1972, 290 p.
- Gallieni, Fayard, 1989.

- Prix du maréchal-Foch 1991 de l'Académie française
- L'Ère des décolonisations, avec Charles-Robert Ageron, Karthala, 2000.
- Marc Michel, Yvan Paillard, Australes : études historiques aixoises sur l'Afrique australe et l'océan occidental, l'Harmattan, 2000.
- Colette Dubois, Marc Michel, Pierre Soumille, éd., Frontières plurielles, frontières conflictuelles en Afrique subsaharienne, Paris, L’Harmattan, IHCC, 2000, 460 p.
- Les Africains et la Grande Guerre : l'appel à l'Afrique (1914-1918), Éditions Karthala, 2003.
- Jules Isaac, Un historien dans la Grande Guerre, Lettres et carnets 1914-1917, Armand Colin, 2004.
- Décolonisation et émergence du tiers-monde, Hachette, 2005.
- « Soldats africains de l'armée française : mémoires et débats » dans Olivier Dard et Daniel Lefeuvre (dir.), L'Europe face à son passé colonial, Paris, Riveneuve éditions, 2008.
- Marc Michel, Essai sur la colonisation positive. Affrontements et accommodements en Afrique noire, 1830-1930, Éditions Perrin, 2009.

- Prix Jean-Sainteny 2009 de l’Académie des sciences morales et politiques
- Marc Michel et Charles-Robert Ageron (dir.), L'Afrique noire française : L'heure des indépendances, Paris, CNRS éditions, 2010.
- La France au Cameroun (1919-1960) : Partir pour mieux rester ?, Les Indes savantes, 2018  (ISBN 978-2846544887)

### Articles
- Marc Michel, « Les plantations allemandes du mont Cameroun (1885-1914) », in Revue française d'histoire d'outre-mer, 1970, vol. 57, no 207, p. 183-213, [lire en ligne]